# Hilda Taba
Hilda Taba (Kooraste, 7 décembre 1902 - 6 juillet 1967) est une pédagogue américaine d'origine estonienne.

## Études
Hilda Taba est née en 1902 en Estonie, où elle effectue le début de ses études. Elle obtient en 1921 un diplôme d'institutrice, puis entreprend des études de premier cycle universitaire à l'université de pédagogie et de philosophie de Tartu, dont elle diplômée en 1926.
Elle bénéficie alors d'une bourse de la fondation Rockefeller pour continuer ses études aux États-Unis, au Bryn Mawr College et commence à s'intéresser au Plan Dalton et aux écoles progressives. Après l'obtention de sa maîtrise en 1927, elle entame un doctorat de philosophie de l'éducation à l'université Columbia où elle est marquée par l'influence de John Dewey. 

## Carrière
Après son doctorat, Hilda Taba ne trouve pas de poste correspondant à ses compétences en Estonie. De retour aux États-Unis, elle devient en 1933 directrice des programmes de l'École Dalton. 
De 1948 à 1951 elle dirige le centre d'éducation intergroupes à l'université de Chicago.
À partir de  1951, elle est responsable des programmes d'études sociales du comté de Contra Costa et professeur titulaire de l'université d'État de San Francisco.

## Source
- Biographie de Hilda Taba par Edgar Krull sur le site de l'Unesco